# Islam au Liberia

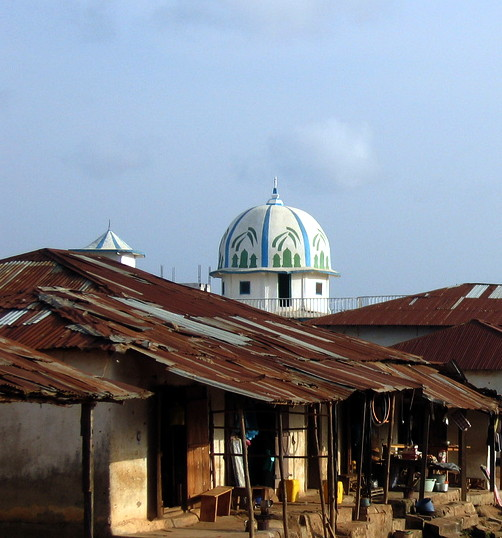
La mosquée de Voinjama, chef-lieu du comté de Lofa.

Au Liberia, les musulmans constituent une minorité importante de la population. Les estimations sont floues, entre 15 %  et 30 % de la population. La grande majorité des musulmans sont sunnites malékites, mais il existe à peu près 10 % d'ahmadis et 9 % de chiites. Les groupes ethniques musulmans sont surtout les Vaï, les Mandingues, et dans une moindre mesure les Gbandi, les Kpelle et quelques autres groupes ethniques. L'islam est arrivé dans la région du Liberia au XVIe siècle à la suite de l'effondrement de l'empire songhaï au Mali.

## L'islam actuel
Les musulmans du Liberia pratiquent une forme d'islam libéral très influencé par les religions traditionnelles. La pratique religieuse varie selon les villes et les régions. Les jeunes, surtout dans les villes, vivent un islam plus sécularisé, mais qui continue de rythmer la vie quotidienne. Dans la campagne, les musulmans sont plus conservateurs : ils s'habillent modestement, prient régulièrement et suivent parfois des études islamiques. La pratique de l'islam au Liberia a été comparée à l'islam soufi du Sénégal et de la Gambie. Toutes les grandes fêtes islamiques sont célébrées : l'aïd el-fitr, le ramadan, et l'aïd el-adha, appelé localement tabaski day. Depuis quelques années, des musulmans font le hadj à La Mecque.
La seconde guerre civile libérienne occasionna la destruction de mosquées et de madrasas dans le pays. Dans les villes et les campagnes, le gouvernement et les forces rebelles détruisirent de nombreuses mosquées des groupes ethniques ennemis du président Taylor, qui parfois avaient une importante valeur architecturale. Les destructions de mosquées et les massacres de civils causèrent l'exil de réfugiés dans des camps au Sierra Leone, au Ghana et dans d'autres pays voisins. Des mosquées, de même que des écoles et des universités islamiques, ont été rouvertes et reconstruites dans la capitale Monrovia et d'autres villes après la seconde guerre civile.

## L'islam et l'État
Lorsqu'il était au pouvoir entre 1997 et 2003, le président Charles Taylor a soutenu l'islam pour des raisons politiques, comme allié de Muammar Khaddafi. Par exemple, son gouvernement envoya 220 musulmans à La Mecque pour le hadj en 2001. Il dota le Liberia d'un Conseil des Musulmans, bâti dans la capitale Monrovia. Il attribua aussi deux heures de diffusion à l'islam sur la télévision nationale.
Des pays musulmans comme le Koweït ou les Émirats arabes unis ont créé des relations diplomatiques avec le Liberia, et des organisations islamiques aident des musulmans libériens à faire le hadj à La Mecque. Le ministre de l'information Laurence Bropleh suggéra une loi pour inclure des jours fériés musulmans parmi les jours fériés du pays. Une controverse est apparue lorsqu'elle proposa d'établir un conseil rassemblant toutes les religions du Liberia, qui aurait un rôle de conseil auprès du président. Les chrétiens méthodistes, historiquement majoritaires, refusèrent cette proposition qui selon eux attiserait les tensions inter-religieuses.